# Відділ контррозвідки ФБР
Відділ контррозвідки (CD) — це відділ національної безпеки Федерального бюро розслідувань. Відділ захищає США від операцій іноземної розвідки та шпигунства. Він виконує свою місію з полювання на шпигунів та запобігання шпигунству шляхом використання розслідувань та взаємодії з місцевими правоохоронними органами та іншими членами розвідувальної спільноти Сполучених Штатів. Після атак 11 вересня 2001 року фінансування дивізіону та особовий склад значно збільшилися.

## Лідерство
Відділ контррозвідки очолює помічник директора, який звітує перед виконавчим помічником директора, шефом відділу національної безпеки ФБР (англ. NSB).
Нинішнім НСБ ЕАД є Джей С. Табб-молодший, який очолює НСБ з 14 вересня 2018 року. Директором ФБР Крістофера А. Рея призначив Tabb EAD.
7 лютого 2011 року директор ФБР Роберт Маллер призначив Ч. Франка Фіґлузі помічником директора відділу контррозвідки ФБР.
15 травня 2014 року директор ФБР Джеймс Б. Комі назначив помічником директора ФБР з контррозвідки Рандалла К. Коулмана.
21 грудня 2015 року директор ФБР Джеймс Б. Комі призначив E. W. Priestap, також відомого як Білл Прістап, помічником директора ФБР з контррозвідки. Пан Пристап останнім часом був заступником помічника директора відділу розвідувальних операцій в Управлінні розвідки ФБР.
19 лютого 2019 року директор ФБР Крістофер А. Рей призначив Джона Брауна помічником директора ФБР з контррозвідки.

## Організація
Відділ контррозвідки має три відділення, кожне з яких очолює заступник помічника директора:
- Розвідувальна філія
- Операційна галузь I
- II відділення

Кожна філія здійснює нагляд за різними секціями, кожну з яких очолює начальник секції. Деякі секції включають:
- Секція контршпіонажу (СЕ) — заважає іноземним спецслужбам збирати розвіддані та здійснювати розвідку. Розслідування витоків ЗМІ та інсайдерських загроз
- Секція протидії розповсюдженню (CP) — виявляє, стримує та усуває загрозу, яку створюють державні групи, особи та організації, які намагаються придбати зброю масового знищення чи інші чутливі технології
- Секція стратегії та домену контррозвідки — координує всі сфери контррозвідки ФБР перед Спільнотою розвідки США, науковими колами та приватним сектором
- Секція « Економічний шпигунство» — розслідування економічного шпигунства відповідно до Закону про економічне шпигунство[9][10]
- Секція з координації кіберконтррозвідки (C3S) — провідний інтегратор Програм кібер- та контррозвідки.[11]
- Євразійська секція — відповідальна за керівництво зусиллями ФБР щодо контррозвідки та кіберзагроз проти США з усіх країн Східної Європи .[12]
- Глобальна секція — відповідає за питання контррозвідки, пов'язані з усіма країнами, окрім Росії та Китаю.
- Секція Східної Азії
- Секція аналізу контррозвідки
- Секція підпільних операцій